# Land- und Stadtgericht Schwerin
Das Land- und Stadtgericht Schwerin war von 1834 bis 1849 ein preußisches Land- und Stadtgericht mit Sitz in Schwerin an der Warthe.

## Geschichte
Nach dem Ende der Franzosenzeit wurde die der französische Gerichtsorganisation entsprechende Gerichtsorganisation im Herzogtum Warschau 1815 zunächst von Preußen übernommen. Das Friedensgericht Birnbaum wurde fortgeführt und dem Landgericht Posen zugeordnet. 1834 wurde die Gerichtsorganisation geändert und einheitlich Land- und Stadtgerichte gebildet. In dem – nun verkleinerten – Sprengel des Oberlandesgerichtes Posen bestanden 20 dieser Gerichte, darunter das Land- und Stadtgericht Schwerin.
Das Land- und Stadtgericht Schwerin war für einen Teil des Kreises Birnbaum zuständig. Dazu gehörten die Städte Schwerin mit 4978 Einwohnern (1838) und Blesen mit 1141 Einwohnern sowie 43 Dorfschaften mit 7510 Einwohnern. Zusammen gab es damit 13.269 Gerichtseingesessene.
Am Gericht waren ein Direktor, zwei Richter, vier Subalterne und drei Unterbeamte beschäftigt. Es war damit ein Land- und Stadtgericht 1. Klasse. Diese wirkten bei wesentlichen Fällen als Kollegialorgan.
1849 wurden die Land- und Stadtgerichte aufgelöst und durch Kreisgerichte ersetzt. Damit entstand die Gerichtskommission Schwerin des Kreisgerichts Birnbaum im Sprengel des Appellationsgerichts Posen.